# Акреційна призма

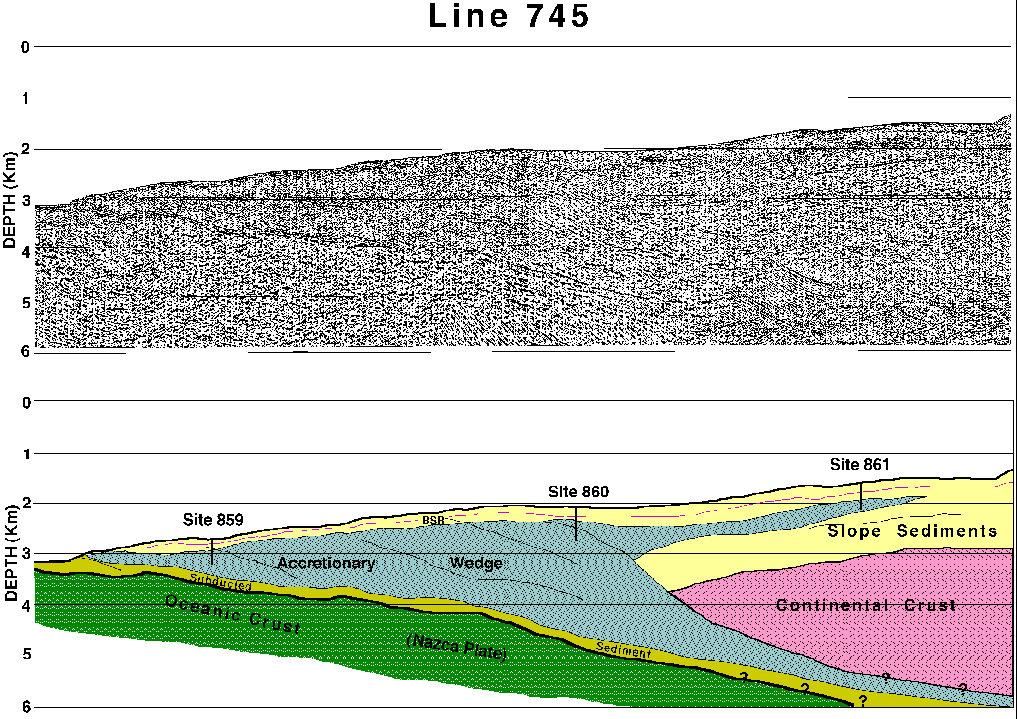
Сейсмічний і геологічний профіль акреційної призми біля узбережжя Південного Чилі

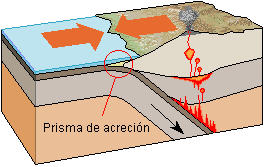
Утворення акреційної призми

Акреційна призма або акреційний клин (від лат. accretio — прирощення, збільшення) — геологічне тіло, що формується в ході занурення океанічної кори в мантію (субдукція) у фронтальній частині вищерозташованої тектонічної плити. Виникає в результаті нашарування осадових гірських порід обох плит і виділяється сильною деформацією матеріалу що нагромаджується і постійно руйнується нескінченними насувами. Акреційна призма розташовується між глибоководним жолобом і переддуговим басейном.

## Виникнення
Край літосферної плити що насувається завжди служить жорстким упором, який затримує і знімає нелітіфіцировані відкладення з океанської літосфери, що підсувається. Шари мнуть в складки, зміщуються пологими розривами, нахиленими в напрямку субдукції. Акреційна призма, що утворюється і все збільшується в розмірах, має складну ізоклінально-лускату внутрішню структуру і нарощує континентальну, окраїну або острівну дугу. Дослідження наступних десятиліть підтвердили існування таких акреційних призм, але разом з тим показали, що, як правило, на поверхні затримується тільки частина осадового матеріалу, інша частина субдуцує. У багатьох випадках всі неконсолідовані відкладення залучаються до субдукції і акреція не відбувається.
Згідно досліджень Д. Каріг і Д. Сілі відбувається послідовне підсовування все нових клинів осадового матеріалу, що підпирають і піднімають давнішу частину призми. Тому вгору по схилу жолобу і далі нахил шарів і надздвигових поверхонь стає крутішим, з'являються все давніші елементи акреційної призми. Так, за даними глибоководного буріння на перетинах акреційних комплексів біля берегів Мексики і Перу вік складаючих їх відкладень збільшується від четвертинного до середньоміоценового. Підняття акреційної призми у міру розростання перетворює її в підводний уступ або невулканічну острівну дугу, що відокремлюють преддуговий прогин від глибоководного жолоба. Ізоклінально-луската структура акреційного комплексу нерідко ускладнюється меланжуванням. Зустрічаються глиняні діапіри і грязьові вулкани, що пов'язують з відділенням від опадів води під навантаженням, швидко зростаючої в ході акреції.
У верхній, віддаленої від краю частини акреційної призми, де нахил насувань стає все крутішим, іноді з'являються спрямовані в ту ж сторону, але пологіші надсуви другого покоління, січні їх під гострим кутом. Крім того, пізні деформації, але зі зворотною вергентністю бувають приурочені до тилу акреційної призми, де на межі з преддуговим прогином розвиваються вскиди, надсуви і складчастість з переміщенням мас від жолобу. При цьому, відкладення преддугового прогину, залучаючись в інтенсивні деформації, як би нарощують акреційну призму з її тильного боку. Такі співвідношення є на стику призми Барбадос з прогином Тобаго.
Субдукційна акреція відбувається як за рахунок чохла океанської кори (головним чином пелагічних і геміпелагічних відкладень), так і за рахунок відкладень глибоководного жолоба (головним чином турбідіти). При лускатій будові призм ті й інші відкладення можуть чергуватися. Оскільки турбідіти формуються і залучаються до акреції незабаром після свого накопичення, по них найнадійніше визначається і час утворення акреційної призми або окремих її частин. У цій призмі пелагічні відклади можуть бути набагато давніші, відповідно віку субдуцуємої океанської кори і повноті захоплення акрецією її осадового чохла — від сучасних опадів нагорі до найдавніших шарів у підмурівку.
У свою чергу від кількості турбідітів в жолобі залежить тектонічна структура що формується у акреційній призмі. Згідно Г. Мур і Т. Шиплі, при деформації потужних турбідітів відносно велика роль складок, а там, де їх мало, стиль деформацій визначається головним чином лускатими надсувами в чохлі океанської плити.
У деяких акреційних призмах, як, наприклад, у Зондській зоні субдукції, серед осадового матеріалу затиснуті тектонічні лінзи офіолітів, що являють собою фрагменти субдуцуємої океанської літосфери, в тому числі габро і перидотити. Механізм їх тектонічного відокремлення і включення до акреційної призми, ймовірно, пов'язаний з епізодами різкого збільшення сил зчеплення на конвергентній границі, що породжувалося відколи й разлінзування у літосфері що підсувається. У вигляді включень зустрічаються також масиви вулканічних порід з рифогенними вапняками, вони інтерпретуються як гайоти, зрізані при субдукції з океанського фундаменту.
У більшості випадків ширина акреційної призми не перевищує перших десятків кілометрів, але в найпотужніших комплексах, таких як Мекран в Аравійському морі або комплекс Кадьяк біля берегів Аляски, вона вимірюється сотнями кілометрів. Детально вивчена акреційна призма Барбадос в системі Малих Антіл, яка формується принаймні з раннього еоцену і досягла ширини майже 300 км при вертикальній потужності до 20 км. Тектонічний зрив, що відокремлює верхні кілька сотень метрів осадового чохла, відбувається тут приблизно в 1000 м від підошви чохла по одному з найбільш пористих і водонасичених горизонтів на межі олігоцену і міоцену.
Таким чином, стратиграфічний рівень, на якому відбувається розщеплення осадового чохла (а отже, і частка осадового матеріалу, нарощує акреційну призму), контролюється тут не тектонікою, а літологією порід, положенням найсприятливошого високопористого горизонту. Перші ознаки зриву і деформації на цьому рівні встановлені бурінням на океанської плиті приблизно в 6 км перед фронтом призми, де виявлені прожилки глинястого матеріалу і пологі вскиди. Під акреційною призмою в 4 км від її фронту головний зсувач виражений зоною деформацій потужністю близько 40 м, де помітні лускатість глинястих порід, поверхні зриву, а іноді пологі карбонатні прожилки. Розкриття тріщин, де кристалізувалися карбонати, вважають свідченням того, що й колись в зоні контакту проявлялися надвисокий поровий тиск.

## Рух плит
Зазвичай акреційні призми розташовані на межах зближуючихся тектонічних плит, таких як острівні дуги і межі плит кордільерського або андського типу. Вони часто зустрічаються разом з іншими геологічними тілами, які виникають в ході субдукції. Загальна система включає такі елементи (від жолоба до континенту):. зовнішнє здуття жили — акреційна призма — глибоководний жолоб — острівна дуга або континентальна дуга — задуговий простір (задуговий басейн)

### Акреційні призми у острівних дуг

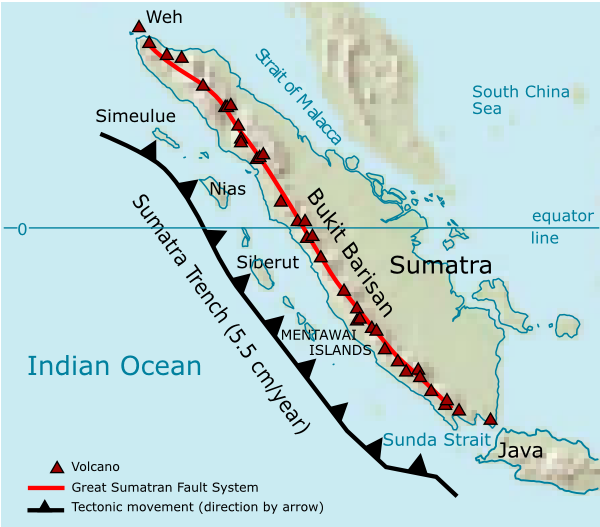
Суматра: Система острівних дуг. Акреційна призма утворює пасмо островів на заході.

Острівні дуги виникають в результаті руху тектонічних плит. Вони утворюються там, де дві океанічні плити рухаються назустріч один одному і де в результаті відбувається субдукція. При цьому одна з плит — в більшості випадків старіша, тому що старіші плити як правило охолоджені сильніше, через що мають велику щільність — "заштовхуються" під іншу і поринають у мантію.
Акреційна призма утворює своєрідну зовнішню межу острівної дуги, яка ніяк не пов'язана з її вулканізмом. Залежно від швидкості приросту і глибини, акреційна призма може піднятися вище рівня моря.